# Samtgemeinde Schüttorf
De Samtgemeinde Schüttorf is een samenwerkingsverband tussen zes gemeenten rondom de stad Schüttorf en de stad zelf. De samtgemeinde ligt in het Nedersaksische landkreis Grafschaft Bentheim. Het doel van een Samtgemeinde is om een gezamenlijke afwikkeling van de gemeentelijke taken te realiseren tussen de deelnemende gemeenten. Juridisch gezien blijven de gemeenten die hierin samenwerken zelfstandig.

## Bestuurlijke indeling

Situering der Samtgemeinde (de stad Schüttorf is rood gemarkeerd, de rest van de Samtgemeinde roze).

De samtgemeinde Schüttorf bestaat uit de stad zelf en de vijf gemeenten die rond de hoofdplaats gelegen zijn. De volledige samenstelling van de samtgemeinde is:
- Schüttorf: 19,43 km²,12.759 inwoners
- Engden: 44,27 km², 443 inwoners
- Isterberg: 20,29 km², 620 inwoners
- Ohne: 9,00 km², 600 inwoners
- Quendorf: 14,08 km², 570 inwoners
- Samern: 25,99 km², 702 inwoners

(Alle inwonertallen per 01-03-2010)

## Geschiedenis
Op 14 december 1970 werd de samtgemeinde Schüttorf opgericht, met negen deelnemende gemeenten: de stad Schüttorf, samen met de gemeenten Engden, Drievorden, Neerlage, Wengsel, Ohne, Quendorf, Samern en Suddendorf. Later fuseerden de gemeenten Engden en Drievorden tot de nieuwe gemeente Engden, de gemeenten Neerlage en Wengsel fuseerden tot de gemeente Isterberg en werd Suddendorf bij Schüttorf gevoegd zodat er nog maar zes gemeenten waren.

## Taken
De taken die worden waargenomen door de samtgemeinde zijn een gezamenlijk beleid voor ruimtelijke ordening, bevorderen van het toerisme en het verzorgen van zuiveren van afvalwater en het ophalen van huisvuil. Ook heeft de samtgemeinde taken op het gebied van volwasseneneducatie, het scheppen en onderhouden van culturele inrichtingen en het voeren van een gemeentelijke basisadministratie.

## Bestuur
De samtgemeinde wordt bestuurd door een eigen raad, een Samtgemeindecommissie uit de deelnemende gemeenten en een eigen burgemeester. Het samenwerkingsverband beschikt over een eigen zegel.

## Politiek
De politiek van Schüttorf bestaat uit twee geledingen: die van de eigen stad (zie aldaar) en die van de samtgemeinde.
Zo bestaat er een burgemeester voor de stad en een burgemeester voor de samtgemeinde, alle andere gemeenten van de samtgemeinde hebben een eigen burgemeester.
Het ambt van burgemeester van Schüttorf en van de samtgemeinde was een erebaantje, beiden worden geholpen door een nietgekozen directeur (een voor de stad de ander voor het samenwerkingsverband). Aan deze "tweesporigheid" van een burgemeester en een directeur is in de herfst van 2005 een einde gemaakt. De burgemeesters zijn nu betaalde en gekozen krachten in de gemeente.

### Raad van de samtgemeinde
De raad, met in totaal 32 leden,  bestaat sedert de verkiezingen van september 2021 uit onderstaande partijen:
| Partij                | Zetels |
| --------------------- | ------ |
| CDU                   | 13     |
| SPD                   | 10     |
| Bündnis 90/Die Grünen | 5      |
| FDP                   | 2      |
| AfD                   | 1      |
| Lokale lijsten        | 1      |
| Totaal                | 32     |